# Paola Espinosa
Paola Espinosa (n. 31 iulie 1986, La Paz, Baja California Sur, Mexic) este o săritoare în apă mexicancă, medaliată olimpică. A participat la 4 ediții ale Jocurilor Olimpice (2004, 2008, 2012, 2016) în care a câștigat o medalie de argint și o medalie de bronz.